# Daniel Royer
Daniel Royer (Schladming, 20 maart 1990) is een Oostenrijks voormalig professioneel voetballer die doorgaans speelde als vleugelspeler. Tussen 2009 en 2024 was hij actief voor FC Pasching, SV Ried, Hannover 96, 1. FC Köln, Austria Wien, FC Midtjylland, New York Red Bulls en FC Schladming. Royer maakte in 2011 zijn debuut in het Oostenrijks voetbalelftal en kwam uiteindelijk tot zes interlandoptredens.

## Clubcarrière
In 2009 kwam Royer op negentienjarige leeftijd terecht bij het eerste elftal van FC Pasching. In één seizoen wist hij zes maal doel te treffen en dat was voor SV Ried genoeg bewijs om hem over te nemen. Hij speelde anderhalf jaar bij Ried, voordat hij naar Duitsland trok om voor Hannover 96 te gaan spelen, waar hij ook nog even verhuurd werd aan 1. FC Köln. In de zomer van 2013 keerde hij terug naar zijn vaderland, waar hij ging spelen voor Austria Wien. Na twee seizoenen in de Oostenrijkse hoofdstad ging Royer spelen voor de regerend Deense landskampioen FC Midtjylland.
Een jaar en drieëntwintig competitieduels later tekende de Oostenrijker voor New York Red Bulls. In april 2018 maakte deze club bekend dat Royer een contract voor meerdere jaren had ondertekend. Hierbij werd niet bekend om hoeveel seizoenen het ging. Eind 2021 verliep zijn verbintenis, waarop hij New York verliet. Na twee jaar zonder club tekende hij in februari 2024 voor FC Schladming. Royer besloot medio 2024 op vierendertigjarige leeftijd een punt te zetten achter zijn actieve loopbaan.

## Clubstatistieken
| Seizoen | Club               | Competitie          | Competitie | Competitie | Beker | Beker | Internationaal | Internationaal | Totaal | Totaal |
| Seizoen | Club               | Competitie          | Wed.       | Dlp.       | Wed.  | Dlp.  | Wed.           | Dlp.           | Wed.   | Dlp.   |
| ------- | ------------------ | ------------------- | ---------- | ---------- | ----- | ----- | -------------- | -------------- | ------ | ------ |
| 2009/10 | FC Pasching        | 2. Liga             | 26         | 6          | 0     | 0     | —              | —              | 26     | 6      |
| 2010/11 | SV Ried            | Bundesliga          | 35         | 4          | 5     | 1     | —              | —              | 40     | 5      |
| 2011/12 | SV Ried            | Bundesliga          | 6          | 0          | 0     | 0     | 4              | 2              | 10     | 2      |
| 2011/12 | Hannover 96        | Bundesliga          | 3          | 0          | 0     | 0     | —              | —              | 3      | 0      |
| 2012/13 | → 1. FC Köln       | 2. Bundesliga       | 26         | 3          | 3     | 0     | —              | —              | 29     | 3      |
| 2013/14 | Austria Wien       | Bundesliga          | 30         | 6          | 1     | 0     | 10             | 1              | 41     | 7      |
| 2014/15 | Austria Wien       | Bundesliga          | 33         | 5          | 3     | 2     | —              | —              | 36     | 7      |
| 2015/16 | FC Midtjylland     | Superligaen         | 23         | 2          | 1     | 0     | 12             | 0              | 36     | 2      |
| 2016    | New York Red Bulls | Major League Soccer | 7          | 1          | 0     | 0     | —              | —              | 7      | 1      |
| 2017    | New York Red Bulls | Major League Soccer | 29         | 14         | 3     | 1     | 2              | 0              | 34     | 15     |
| 2018    | New York Red Bulls | Major League Soccer | 33         | 13         | 2     | 2     | 6              | 1              | 41     | 16     |
| 2019    | New York Red Bulls | Major League Soccer | 32         | 11         | 1     | 0     | 4              | 3              | 37     | 14     |
| 2020    | New York Red Bulls | Major League Soccer | 21         | 4          | 0     | 0     | —              | —              | 21     | 4      |
| 2021    | New York Red Bulls | Major League Soccer | 16         | 0          | 0     | 0     | —              | —              | 16     | 0      |
| Totaal  | Totaal             | Totaal              | 319        | 69         | 19    | 6     | 38             | 7              | 376    | 82     |

## Interlandcarrière
Royer debuteerde op 3 juni 2011 voor het Oostenrijks voetbalelftal. Op die dag werd er met 1–2 verloren van Duitsland. De aanvaller moest van bondscoach Dietmar Constantini op de reservebank starten en hij mocht tien minuten voor het einde van het duel het veld betreden voor Martin Harnik.
| Interlands van Daniel Royer voor Oostenrijk | Interlands van Daniel Royer voor Oostenrijk | Interlands van Daniel Royer voor Oostenrijk | Interlands van Daniel Royer voor Oostenrijk | Interlands van Daniel Royer voor Oostenrijk | Interlands van Daniel Royer voor Oostenrijk | Interlands van Daniel Royer voor Oostenrijk |
| №                                           | Datum                                       | Wedstrijd                                   | Uitslag                                     | Competitie                                  | Goals                                       |                                             |
| Als speler bij SV Ried                      | Als speler bij SV Ried                      | Als speler bij SV Ried                      | Als speler bij SV Ried                      | Als speler bij SV Ried                      | Als speler bij SV Ried                      | Als speler bij SV Ried                      |
| ------------------------------------------- | ------------------------------------------- | ------------------------------------------- | ------------------------------------------- | ------------------------------------------- | ------------------------------------------- | ------------------------------------------- |
| 1                                           | 3 juni 2011                                 | Oostenrijk – Duitsland                      | 1 – 2                                       | EK 2012 kwalificatie                        |                                             |                                             |
| 2                                           | 7 juni 2011                                 | Oostenrijk – Letland                        | 3 – 1                                       | Vriendschappelijk                           |                                             |                                             |
| 3                                           | 10 augustus 2011                            | Oostenrijk – Slowakije                      | 1 – 2                                       | Vriendschappelijk                           |                                             |                                             |
| Als speler bij Hannover 96                  |                                             |                                             |                                             |                                             |                                             |                                             |
| 4                                           | 2 september 2011                            | Duitsland – Oostenrijk                      | 6 – 2                                       | EK 2012 kwalificatie                        |                                             |                                             |
| 5                                           | 6 september 2011                            | Oostenrijk – Turkije                        | 0 – 0                                       | EK 2012 kwalificatie                        |                                             |                                             |
| 6                                           | 7 oktober 2011                              | Azerbeidzjan – Oostenrijk                   | 1 – 4                                       | EK 2012 kwalificatie                        |                                             |                                             |